# Amerika-Gedenkbibliothek

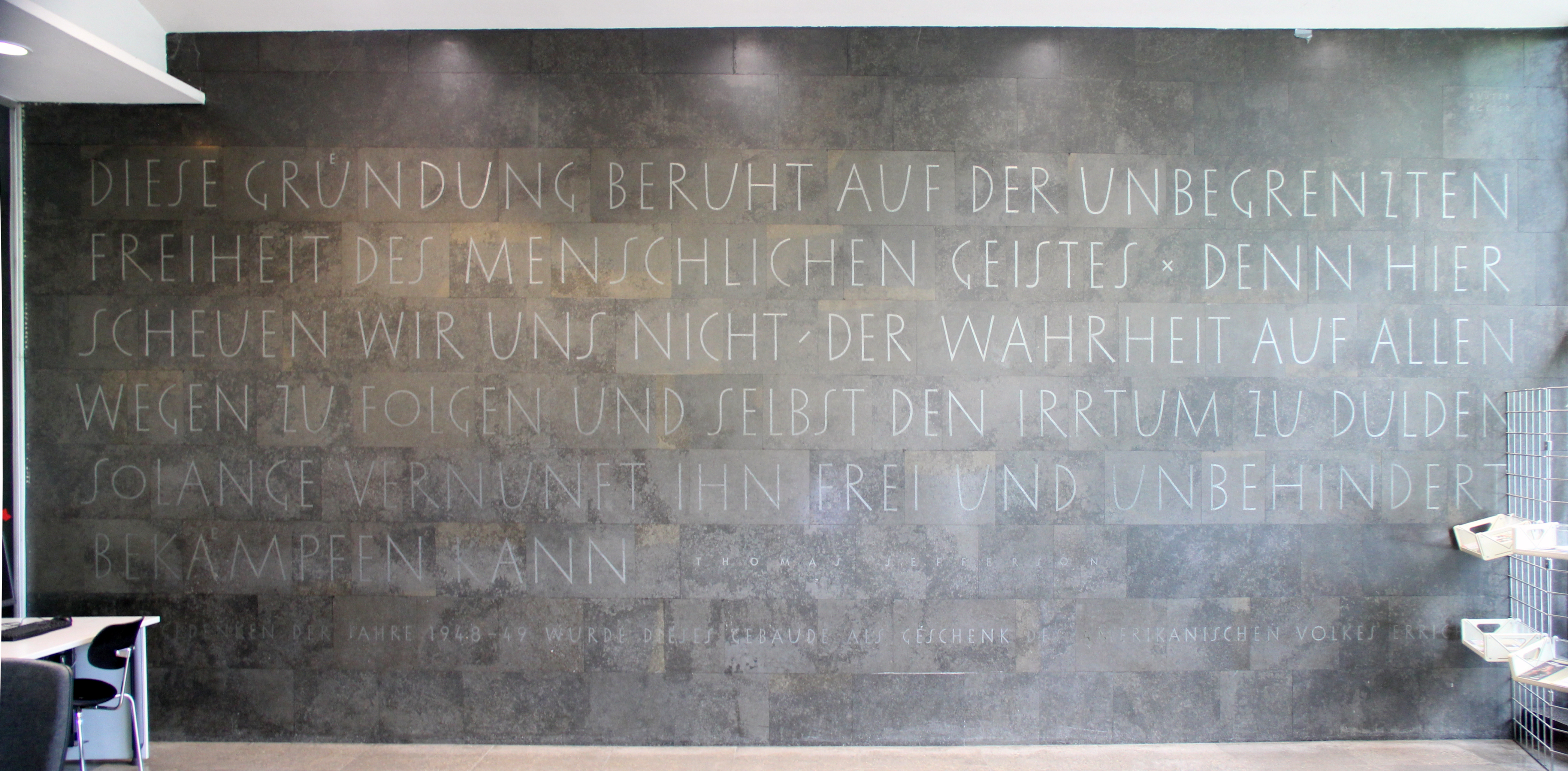
„Diese Gründung beruht auf der unbegrenzten Freiheit des menschlichen Geistes. Denn hier scheuen wir uns nicht, der Wahrheit auf allen Wegen zu folgen und selbst den Irrtum zu dulden, solange Vernunft ihn frei und unbehindert bekämpfen kann.“ Spruch von Thomas Jefferson im Eingangsbereich der AGB

Die Amerika-Gedenkbibliothek (AGB) ist eine der größten öffentlichen Bibliotheken Berlins. Sie war ein Geschenk der Vereinigten Staaten an die Berliner. Aus Mitteln des Marshall-Plans finanziert, wurde sie 1954 in West-Berlin zur Durchsetzung von Bildungs- und Meinungsfreiheit gegründet. Seit 1995 ist sie Bestandteil der Zentral- und Landesbibliothek Berlin (ZLB). Sie befindet sich am Blücherplatz 1 in Berlin-Kreuzberg.

## Geschichte

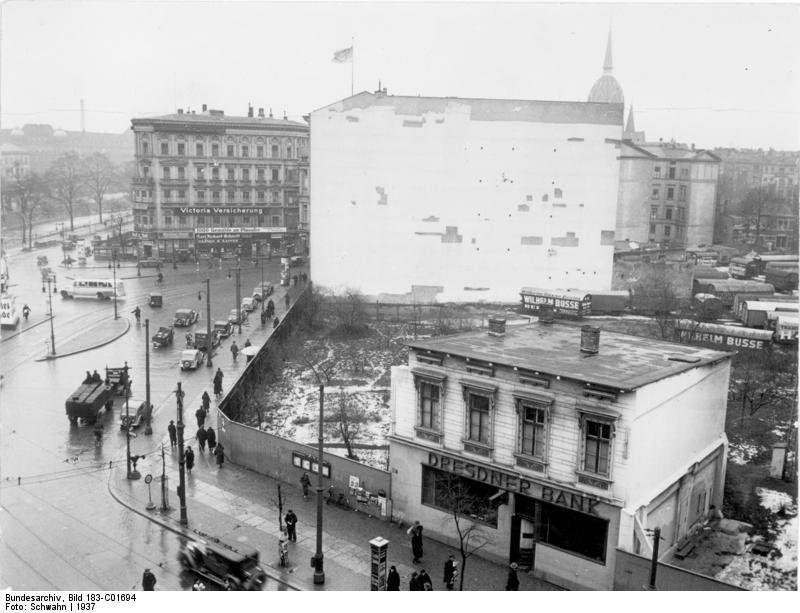
Der Blücherplatz 1937 mit der im Krieg stillgelegten Baustelle für das Rathaus Kreuzberg, dem späteren Grundstück der AGB

Die Gründung der Amerika-Gedenkbibliothek war eine Folge der Spaltung Berlins in den Jahren 1948/1949. Im gespaltenen Berlin lagen beinahe alle überbezirklichen öffentlichen und wissenschaftlichen Bibliotheken in Ost-Berlin. Von den zwölf Millionen Bänden der Berliner Bibliotheken im Jahr 1939 waren nach dem Zweiten Weltkrieg noch 5,2 Millionen vorhanden. Zur Zeit der Spaltung befanden sich davon etwa 1,3 Millionen in den Westsektoren Berlins und 3,9 Millionen im Sowjetischen Sektor. Dort lagen Berlins zentrale Bibliotheken, wie die Berliner Stadtbibliothek, die unter Kontrolle der SED-dominierten Deutschen Verwaltung für Volksbildung stand, die nun Öffentliche Wissenschaftliche Bibliothek genannte Staatsbibliothek, die Ratsbibliothek, die Bibliothek der Deutschen Akademie der Wissenschaften und die gut erhaltene Universitätsbibliothek der Humboldt-Universität zu Berlin. Der Bestand der einzigen bedeutenden Bibliothek auf West-Berliner Gebiet, der Bibliothek der Technischen Hochschule, war, weil im Krieg nicht ausgelagert, nahezu vernichtet worden. Dies beeinträchtigte neben der Lebensqualität der Bildungsinteressierten vor allem die berufliche Fortbildung sowie die Versorgung von Wirtschaft und Verwaltung West-Berlins mit jeder Art von Literatur. Die Sowjetische Militäradministration in Deutschland (SMAD) hatte bereits im Herbst 1947 ein Importverbot für westliche Presseerzeugnisse und Broschüren in ihre Zone bzw. ihren Berliner Sektor angeordnet.
Zunächst beschloss der West-Berliner Magistrat im Dezember 1948, einen Berliner Gesamtkatalog zur Erfassung aller in den Westsektoren vorhandenen Bibliotheksbestände anzulegen. Im Juni 1950 eröffnete in einer Dahlemer Villa die Wissenschaftliche Zentralbibliothek.
Der Marshallplan enthielt einen „Fonds zur Förderung gemeinsamer Ziele der Vereinigten Staaten und der Bundesrepublik Deutschland“, aus dem fünf Millionen Mark (kaufkraftbereinigt in heutiger Währung: rund 16,8 Millionen Euro) zur „Gründung eines kulturellen Zentrums“ als Ausdruck der Anerkennung der amerikanischen Bevölkerung für die Haltung der West-Berliner während der Berlin-Blockade 1948/1949 vorgesehen waren. Auf Initiative des Oberbürgermeisters Ernst Reuter kam es zu der Entscheidung, die fünf Millionen Mark zum Bau einer Bibliothek am Blücherplatz zu verwenden. Der Name sollte an den Blockadewinter 1948/49 und die Luftbrücke erinnern.
Die AGB gehört wie das Amerika-Haus, der Rundfunksender RIAS, der Henry-Ford-Bau der FU, das Studentendorf Schlachtensee, die Kongresshalle und die Akademie der Künste zu den Institutionen, mit denen die amerikanische Besatzungsmacht die Demokratisierung der deutschen Gesellschaft vorantreiben wollte. Ihre heute denkmalgeschützte Architektur, ein Entwurf von Gerhard Jobst, Willy Kreuer, Hartmut Wille und Fritz Bornemann, versinnbildlicht die bewusste Abkehr von der nationalsozialistischen Vergangenheit und die Hinwendung zur freiheitlichen Moderne. In diesem Sinne unterstrich der US-Außenminister Dean Acheson bei der Grundsteinlegung am 29. Juni 1952:

„Wir legen heute den Grundstein nicht nur zu einem Gebäude, sondern zu einem Symbol unserer gemeinsamen Sache und unseres gemeinsamen Handelns, das – was vielleicht noch wichtiger ist – zeigt, wie sehr die Freiheit, die wir erstreben, im Grunde eine recht einfache, anspruchslose und persönliche Angelegenheit ist. Es ist die Freiheit zu lernen, zu studieren, die Wahrheit zu suchen. Sie ist das wesentliche Merkmal einer freien Gesellschaftsordnung und der Ursprung unserer größten Kraft […] In Amerika versinnbildlicht die Public Library diese Anschauung.“

Der Kunsthistoriker und Bibliothekar Edgar Breitenbach war von 1953 bis 1955 als Vertreter der Library of Congress beratend für den Bau der Amerika-Gedenkbibliothek in Berlin tätig und gilt als „Geburtshelfer“ der Amerika-Gedenkbibliothek. Das am Modell der US-amerikanischen Public Library orientierte Konzept erläuterte Breitenbach 1954 in einem Beitrag für die Zeitschrift Libri. Für diesen neuen Typ von Bibliothek sei ein neuer Typ Bibliothekar erforderlich: “What the American Memorial Library is trying to produce is a type of librarian who has the practical virtues of the ‘Volksbibliothekar’ of being eager to help the public, combined with the special subject knowledge of a ‘Wissenschaftliche Bibliothekar’.”
Das Konzept der public library war ein Novum in der deutschen Bibliothekslandschaft. Die Offenheit gegenüber den Benutzern zeigte sich daran, dass die Bestände überwiegend im Freihandsystem aufgestellt und damit frei zugänglich waren. Die Magazine befanden sich direkt unterhalb des Publikumsbereichs und Bestellungen auf die dort aufgestellten Bücher wurden in kurzer Zeit erledigt. Eine Bereicherung der Berliner Kulturlandschaft waren Musikveranstaltungen, Vorträge und Diskussionsreihen sowie Lesungen berühmter Schriftsteller wie Gottfried Benn, Thornton Wilder, Luise Rinser und Uwe Johnson im Auditorium. Anfang der 1980er Jahre reichte der Platz im Gebäude nicht mehr aus, sodass Bestände in Außenmagazinen untergebracht werden mussten. Seit dieser Zeit gab es Überlegungen, die Bibliothek zu erweitern, was zum Teil auch realisiert wurde: Das Auditorium wurde in einen weiteren Freihandbereich umgewandelt. In den Anfangsjahren war die Ausgabe von Leserausweisen und die Ausleihe von Medien für jedermann kostenfrei. Lediglich die verspätete Rückgabe von ausgeliehenen Medien wurde mit Kosten belegt. Inzwischen kostet der Jahresausweis für Personen über 18 Jahre zehn Euro. Studenten, Auszubildende, Grundwehr- und Ersatzdienstleistende zahlen fünf Euro. Kinder, Schülerinnen und Schüler mit Schülerausweis können Bücher entgeltfrei ausleihen.
Die AGB wurde allerdings nicht die zentrale Stadtbibliothek für Berlin, weil die eigentlichen Stadtbüchereien bzw. Stadtbibliotheken bezirksweise organisiert waren. Als Pflichtexemplarbibliothek des Landes Berlin war von 1965 bis 1994 die Universitätsbibliothek der Freien Universität Berlin mit der Archivierung der regionalen Buchproduktion beauftragt.
Ab Ende der 1960er bis in die späten 1980er Jahre wählten Gegner der US-Politik die Bibliothek wegen ihres Namens zum Ziel von Bombendrohungen und Anschlägen, darunter 1969 eines Brandanschlags mit Molotowcocktails.
Nach der deutschen Wiedervereinigung wurden die Amerika-Gedenkbibliothek und die Berliner Stadtbibliothek im ehemaligen Ost-Berlin 1995 zur Zentral- und Landesbibliothek Berlin (ZLB) zusammengefasst. Diese besteht aus den Häusern beider Bibliotheken und ist eine rechtsfähige Stiftung des öffentlichen Rechts. Die ZLB ist Mitglied im Verbund der Öffentlichen Bibliotheken Berlins (VÖBB).
Am 17. September 2004 feierte die Amerika-Gedenkbibliothek ihr 50-jähriges Bestehen.

## Bestandsangebot
Neben Büchern bietet die Bibliothek auch eine große Auswahl an CD-ROMs, DVDs, CDs, Kassetten, Videos und Noten für alle Altersgruppen. Eine Besonderheit ist die Möglichkeit, Bilder und Skulpturen in der Artothek auszuleihen. Schallplatten gehörten zu den großen Neuerungen bei der Eröffnung der Bibliothek.

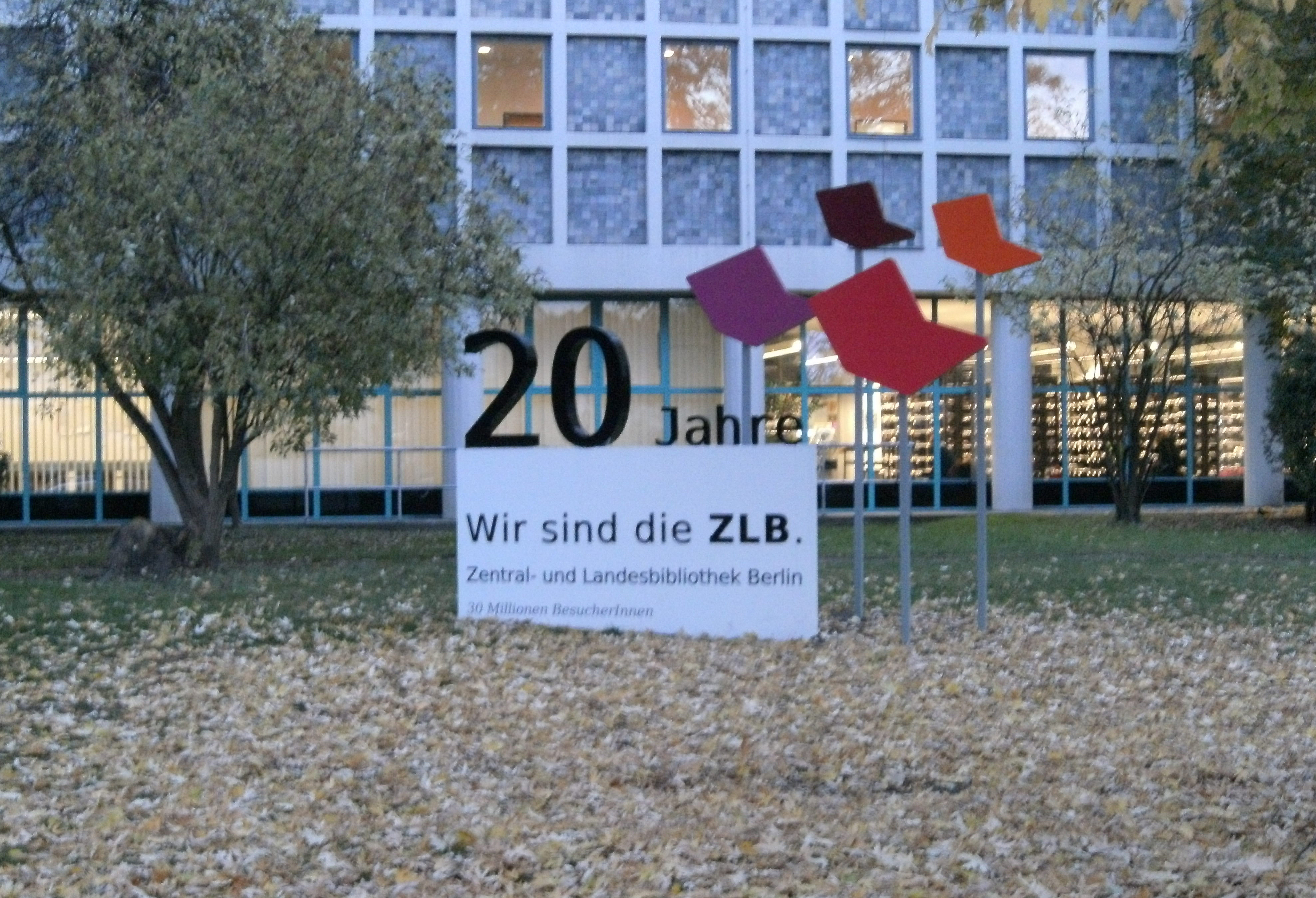
20 Jahre ZLB – Skulptur am Haupteingang

Die Bestände der Zentral- und Landesbibliothek Berlin sind nach Fächern auf die beiden Häuser Amerika-Gedenkbibliothek und Berliner Stadtbibliothek aufgeteilt. In der Amerika-Gedenkbibliothek befinden sich die folgenden Fachbereiche:
- Musik
- Kunst, Bühne, Medien
- Geistes- und Sozialwissenschaften
- Literatur, Sprachen, Länder

Für Kinder und Jugendliche existiert eine eigene Abteilung, die Kinder- und Jugendbibliothek „Hallescher Komet“, mit eigenem Zugang und eigenen Öffnungszeiten.

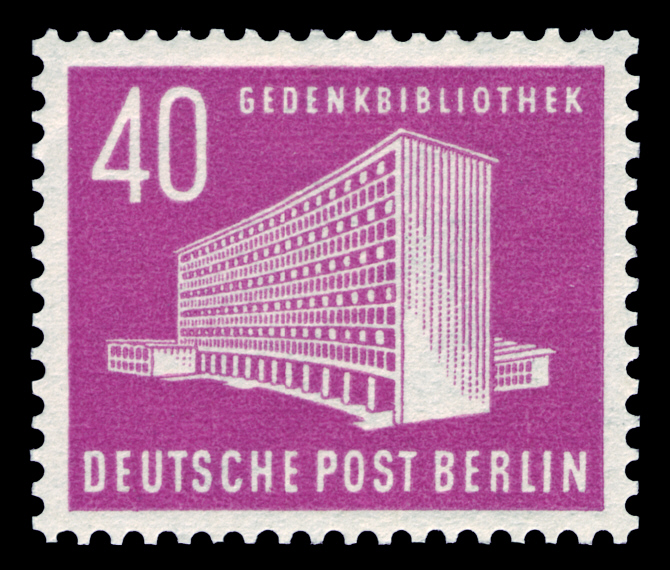
40-Pfennig-Sondermarke der Bundespost Berlin (1954), Dauerserie Berliner Bauten

## Leitung
- 1954–1973: Fritz Moser[14]
- 1973–1978: Heinz Steinberg
- 1978–1988: Peter Liebenow
- 1989–1990: Klaus Bock

## Sonstiges
Bezüglich des Dachschriftzugs „Gedenkbibliothek“ gibt es in Berlin den modernen Mythos, demzufolge der Namensbestandteil „Amerika“ in den 1990er oder frühen 2000er Jahren abmontiert worden sein soll. Laut Michael Angele belegen historische Aufnahmen, dass dieser nie Teil des Dachschriftzuges war. Im Rahmen einer Kunstausstellung, die vom 9. September bis 13. Oktober 2016 im Bibliotheksgebäude stattfand, prangte kurzzeitig das Wort „Amerika“ über der Leuchtschrift, installiert vom Künstlerpaar Nina Fischer und Maroan el Sani.